# Manuel Rioz y Pedraja
Manuel Rioz y Pedraja (Valdecilla, Cantabria, 1 de enero de 1815 - Madrid, 22 de marzo de 1887) fue un químico español.

## Biografía
Hijo del farmacéutico de su localidad natal Felipe Rioz. En 1831 se licenció en farmacia en el Real Colegio de San Fernando (Madrid). En 1840 fue nombrado catedrático de física y química del Instituto de Santander, regresando a Madrid en 1843, donde obtuvo la cátedra de química en la Facultad de Medicina (Universidad Complutense de Madrid). Pasó a la Universidad de Cádiz (1845, química orgánica) y de nuevo  la Universidad Complutense de Madrid, (1866, química analítica). Introdujo en España los planteamientos de Justus von Liebig y fue maestro de Laureano Calderón Arana.
Isabel II de España le nombró consejero de Sanidad y de Instrucción Publica y en 1850 lo designó académico de la Real Academia de Ciencias Exactas, Físicas y Naturales. En 1861 fue académico fundador de la Real Academia Nacional de Medicina, de la que fue vicepresidente y presidente de la Sección de Farmacología y Farmacia. En 1864 fue galardonado con la Gran Cruz de la Orden de Isabel la Católica y posteriormente con la Gran Cruz de la Orden Civil de la Beneficencia. En 1877 fue nombrado decano de la Facultad de Farmacia (Universidad Complutense de Madrid), de la que también fue rector de 1877 a 1881.